# Kanton Saint-Agrève
Kanton Saint-Agrève (fr. Canton de Saint-Agrève) je francouzský kanton v departementu Ardèche v regionu Rhône-Alpes. Skládá se ze sedmi obcí.

## Obce kantonu
- Devesset
- Labatie-d'Andaure
- Mars
- Rochepaule
- Saint-Agrève
- Saint-André-en-Vivarais
- Saint-Jeure-d'Andaure